# 506 Pułk Piechoty (USA)
506 Pułk Piechoty (ang. 506th Infantry Regiment (506th IR)), początkowo 506 Pułk Piechoty Spadochronowej (ang. 506th Parachute Infantry Regiment (506th PIR)) – pułk piechoty Armii Stanów Zjednoczonych, pierwotnie sformowany w 1942 roku jako pułk piechoty spadochronowej.
Pułk prowadził działania jako całość w ramach 101 Dywizji Powietrznodesantowej podczas II wojny światowej. Pododdziały pułku walczyły w jej składzie w Wietnamie, Iraku i Afganistanie. Elementy pułku służyły także w ramach 2 Dywizji Piechoty podczas okupacji Iraku.
Obecnie pułk macierzysty w ramach U.S. Army Regimental System, posiada dwa aktywne bataliony: 1. batalion 506 Pułku Piechoty (1-506. IR) jest przydzielony do Zespołu Bojowego 1 Brygady 101 Dywizji Powietrznodesantowej, a 2. batalion 506 Pułku Piechoty (2-506. IR) jest przydzielony do Zespołu Bojowego 3 Brygady 101 Dywizji Powietrznodesantowej.
Działania kompanii E („Easy Company”) tego pułku podczas II wojny światowej zostały spopularyzowane w książce Kompania braci Stephena Ambrose’a oraz miniserialu HBO pod tym samym tytułem z 2001 roku.